# François Emmanuel de Crussol
François Emmanuel de Crussol, 9. Duc d’Uzès (* 1. Januar 1728 in Paris; † 22. März 1802 ebenda) aus dem Haus Crussol war ein französischer Hochadliger, General und Politiker.
In seiner Militärzeit nannte er sich Comte de  Crussol, ab 1753 Duc de  Crussol, und nach dem Tod seines Vaters 1762 schließlich Duc d‘Uzès.

## Leben
François Emmanuel de Crussol ist der älteste Sohn von Charles Emmanuel de Crussol, Duc d’Uzès (1707–1762) und Emilie de La Rochefoucauld (1700–1753).
Während des Österreichsichen Erbfolgekriegs (1740–1748) trat er 1744 bei den Musketiere ein und nahm an der Tournai (April–Juni 1745) und der Schlacht bei Fontenoy (11. Mai 1745) teil, den Belagerungen von Oudenaarde, Dendermonde und Ath (September/Oktober 1745), der Belagerung von Namur (September 1746) und der Schlacht von Schlacht bei Roucourt (11. Oktober 1746) teil. Am 20. Januar 1747 wurde er zum Mestre de camp eines Kavallerieregiments seines Namens ernannt, befehligte es im Feldlager von Valence und diente bis zum Vertrag von Aachen (18. Oktober 1748) weiter in der Italienarmee.
Nach dem Rücktritt seines Vaters wurde er am 1. Januar 1753 zum 9. Duc d‘Uzès und Pair de France ernannt und nahm den Titel Duc de Crussol an. Am gleichen Tag wurde zum Gouverneur und Lieutenant général der Provinzen Saintonge und Angoumois ernannt, ebenfalls nach dem Rücktritt seines Vaters, und legte am 29. April den Eid für dieses Amt ab. Am 6. Februar 1755 wurde er im Parlement de Paris als Pair von Frankreich vereidigt und aufgenommen.
Im selben Jahr befehligte er sein Regiment im Feldlager von Aimeries-sur-Sambre und anschließend in der Deutschlandarmee, der er im September 1757 zugewiesen wurde. Er war beim Marsch auf Celle dahei, beim Übergang über die Aller im Dezember desselben Jahres und bei der Schlacht bei Krefeld am 23. Juni 1758 dabei. Am 22. Juli wurde er aufgrund seiner Leistungen in dieser Schlacht zum Brigadier ernannt und erhielt am selben Tag ein Brevet für dieselbe Armee, die sich während des restlichen Feldzugs in der Defensive befand. Im Mai 1759 wurde er wieder der Deutschlandarmee zugeordnet, kämpfte am 1. August in der Schlacht bei Minden und war 1760 im Gefecht bei Korbach (10. Juli), der Schlacht bei Warburg (31. Juli) und der Schlacht bei Kloster Kampen (15. Oktober) im Einsatz. 1761 setzte er seinen Dienst in Deutschland fort und befehligte die Kavalleriebrigade der Königin. Im November wurde er zum Maréchal de camp befördert, dessen Patent ihm bereits am 20. Februar zugesandt worden war, und gab daraufhin sein Regimentskommando auf. Nach dem Tod seines Vaters am 3. Februar 1762 nahm er den Titel des Duc d‘Uzès an. Am 1. Mai 1762 wurde er erneut in der Deutschlandarmee eingesetzt.
Von seinem Vater erbte er das Hôtel d'Uzès in Paris, mit dessen Umbau er 1767 den klassizistischen Architekten Claude-Nicolas Ledoux beauftragte. 1771 erbte er das Schloss Bonnelles von seinem Onkel mütterlicherseits, Auguste-Léon de Bullion, Marquis de Bonnelles. Im Jahr 1782 ließ er das Schloss auf die doppelte Größe vergrößern und fügte mehrere Gartengebäude hinzu. Am 26. Mai 1776 wurde er als Ritter in den Orden vom Heiligen Geist aufgenommen, am 1. März 1780 erhielt er den Rang eines Lieutenant-général.
Während der Französischen Revolution emigrierte er nach England. Worauf sein Schloss als Nationalgut beschlagnahmt und Ende des Jahrzehnts abgerissen – das Anwesen wurde danach für einige Zeit aufgegeben.
François Emmanuel de Crussol kehrte 1801 nach Frankreich zurück und starb am 22. März 1802 in Paris.

## Ehe und Familie
Eine Woche nach seiner Ernennung zum Herzog, am 8. Januar 1753, heiratete er in Puteaux Madeleine Julie Victoire de Pardaillan de Gondrin (* 20. März 1731; † 13. September 1799 in London), Tochter von Louis de Pardaillan, Duc d’Antin, Pair de France (Haus Pardaillan), und Gillonne Françoise de Montmorency-Luxembourg. Ihre Kinder sind:
- Marie Charlotte (* 1755; † 1809); ⚭ 1771 Achille Joseph Robert de Lignerac, 2. Duc de Caylus († 1790)
- Marie François Emmanuel (* 30. Dezember 1756 in Paris; † 6. August 1843 auf Schloss Bonnelles), 10. Duc d’Uzès, 4. Juni 1814 Pair de France auf Lebenszeit, 18. August 1815 erblicher Pair de France, 31. August 1817 erblicher Duc-Pair; ⚭ 8. April 1777 in Paris Amable Emilie de Châtillon (* 1761; † 6. Mai 1840 in Paris) Tochter von Louis Gaucher, 2. Duc de Châtillon, Pair de France